# Васил Коларов (финансист)
 Тази статия е за българския финансист.  За политика вижте Васил Коларов.  
Васил Георгиев Коларов е български финансист.

## Биография
Роден е на 20 ноември 1942 г. в гр. Батак. Завършва средно образование в София. Членува в БКП от 1964 г. Следва математика в Софийския университет и в Московския университет (1960 – 1966).
Работи последователно в Изчислителния център и Научния център по планиране към Държавния комитет по планиране (1966 – 1975). Един от организаторите на компютърното математическо моделиране на макроикономиката Специализира в Япония, Великобритания, Белгия и САЩ.
От април 1975 е заместник-председател, а от 1984 до 1989 председател на Българската народна банка. Член е на Бюрото на Ленинския районен комитет на БКП в София, а по-късно и на Градския комитет на БКП в София.. От 1981 до 1986 г. е кандидат-член на ЦК на БКП, а от 1986 до 1990 г. и член на ЦК на БКП.
Работи и като хоноруван преподавател в Софийския университет и УНСС.